# Uma
Uma ali Umma, sodobni Umm al-Aqarib, Provinca Dhi Qar, Irak,  je bila starodavno mesto v Sumeriji. Do nedavnega se je istovetila s  Tell Jokho, ki leži malo manj kot sedem kilometrov proti severozahodu.

## Zgodovina
V zgodnjem sumerskem besedilu Inanin spust na spodnji svet je Inana odvrnila demone iz spodnjega sveta, da bi vzeli Šara, zavetnika Ume, ki je živel v  bedi. Namesto njega so vzeli kralja Uruka Dumuzida, ki je živel v veličastnem izobilju.
Uma je najbolj znana po svojih dolgih obmejnih sporih z Lagašem. Mesto je doseglo svoj vrhunec okoli leta 2275 pr. n. št. pod vladavino Lugalzagezija, ki je vladal tudi v Uru in Uruku. Pod Tretjo ursko dinastijo je Uma postala  pomembno regionalno središče. Večina več kot 30.000 klinopisnih tablic, najdenih v mestu, so upravna in gospodarska besedila iz tistega časa, ki omogočajo odličen vpogled v dogajanja v Umi. Šulgijev umski koledar, ki je nastal okoli 21. st. pr. n. št., je neposredna predhodnica kasnejšega babilonskega koledarja in posredno hebrejskega koledarja. Izgleda, da so Umo zapustili po srednji bronasti dobi.

## Arheologija
Arheološko najdišče Tell Jokha  sta prva obiskala britanski geolog William Loftus leta 1854 in ameriški klerik in orientalist John Punnett Peters z Univerze Pensilvanije leta 1885. V prvem desetletju  20. stoletja se je na tržišču s starinami pojavilo veliko nezakonito izkopanih tablic iz Ume iz obdobja Tretje urske dinastije. V 1990. letih so v Tell Jokhi  izkopavali iraški arheologi, da bi najdišče zavarovali pred načrtovano gradnjo ceste. Arheologi so takrat ugotovili, da naselje ni Uma, ampak od nje odvisno mesto Giša (ali Kisa). Mesto Uma se nahaja v Umm al-Aqaribu, približno 6,5 km jugovzhodno od Giše. V Umm al-Aqaribu so arheologi odkrili tudi plasti  iz zgodnjega dinastičnega obdobja (okoli 2900-2300 pr. n. št.) in več monumentalnih stavb, med katerimi so eno opredelili kot tempelj ali palačo.

## Plenjenje
Med invazijo na Irak leta 2003 se je po bombardiranjih začelo plenjenje muzejev in arheoloških najdišč, ki je za seboj pustilo nepopravljivo škodo. Plenjenje je resno ogrozilo nadaljnja strokovna izkopavanja in raziskave, saj je bila po poročilih iz leta 2007 po celi državi uničena površina velika za 3.000 nogometnih igrišč. Primerjava zračnih posnetkov Ume iz leta 2003 in 2010 so pokazale, da so plenilci v tistem času samo v Umi uničili približno 1,2 km2 površin.